# Cephalodella elegans
Cephalodella elegans är en hjuldjursart som beskrevs av Myers 1924. Cephalodella elegans ingår i släktet Cephalodella och familjen Notommatidae. Inga underarter finns listade i Catalogue of Life.